# Joseph Kosuth
Joseph Kosuth (Toledo, 31 gennaio 1945) è un artista statunitense.
Joseph Kosuth, importante esponente dell'arte concettuale, ha studiato belle arti alla School of Visual Arts di New York.
Le sue opere, generalmente, sono volte ad esplorare la natura dell'arte, focalizzando l'attenzione su idee al margine dell'arte, piuttosto che produrre opere fine a sé stesse.

## Biografia
Una delle sue opere più famose è One and Three Chairs, un'espressione visiva del concetto di "forma" di Platone. L'opera una e tre sedie mostra una sedia, una fotografia di quella sedia, e il testo di un dizionario con la definizione della parola "sedia". La fotografia è una rappresentazione della vera sedia situata sul pavimento, in primo piano. La definizione, che si trova sullo stesso muro dove c'è la fotografia, descrive il concetto di cosa sia una sedia, nelle varie accezioni del termine. In questo e in altri lavoro simili Five Words in Blue Neon e Glass One and Three, Kosuth riporta affermazioni tautologiche, in quanto le opere sono letteralmente ciò che viene affermato siano.
Molto importanti sono anche le sue opere con i neon che egli inizia ad usare perché interessato ai materiali per la segnaletica e per rimandare al mondo della pubblicità. Famosa fu la serie intitolate Ex libris (1990), composizioni al neon con brevi citazioni di scrittori noti, allestite in spazi pubblici metropolitani.
Oltre al suo lavoro come artista, ha scritto molti libri sulla natura dell'arte e degli artisti, tra i quali L'artista come antropologo (Artist as Anthropologist). Nel suo saggio L'Arte dopo la Filosofia (Art after Philosophy, 1969) sosteneva che l'arte è una continuazione della filosofia, che vedeva essere giunta alla fine. Come i situazionisti, rifiutava i formalismi come esercizi di estetica.
È presente un'intervista a Joseph Kosuth intitolata "Quattro risposte a quattro domande" nel no. 9 della rivista Agalma, marzo 2005: 71-85, a cura di Roberto Terrosi.

## Joseph Kosuth nei musei italiani
- Museo d'arte contemporanea di Rivoli (TO)
- Museo Nazionale di Capodimonte di Napoli
- Fattoria di Celle-Collezione Gori di Santomato PT
- Pio Monte della Misericordia di Napoli
- Galleria Nazionale d'Arte Moderna e Contemporanea di Roma, The gift